# Latrinenanstalt Stuttgart

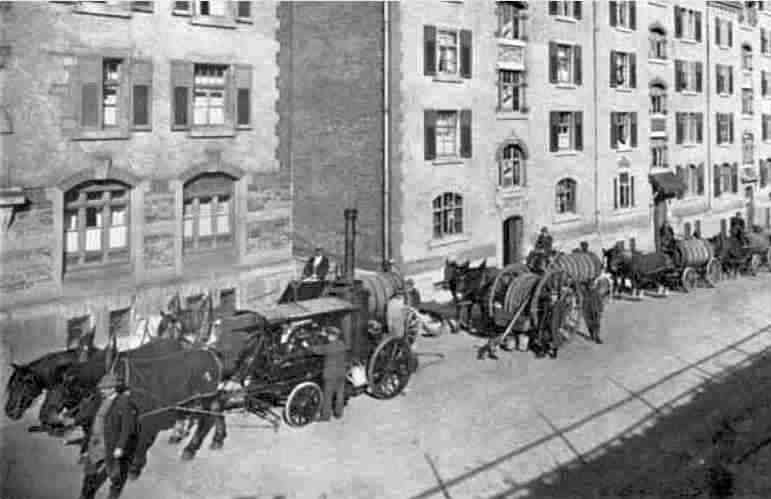
Einsatzzug der Latrinenanstalt Stuttgart in der Türlenstraße, 1906

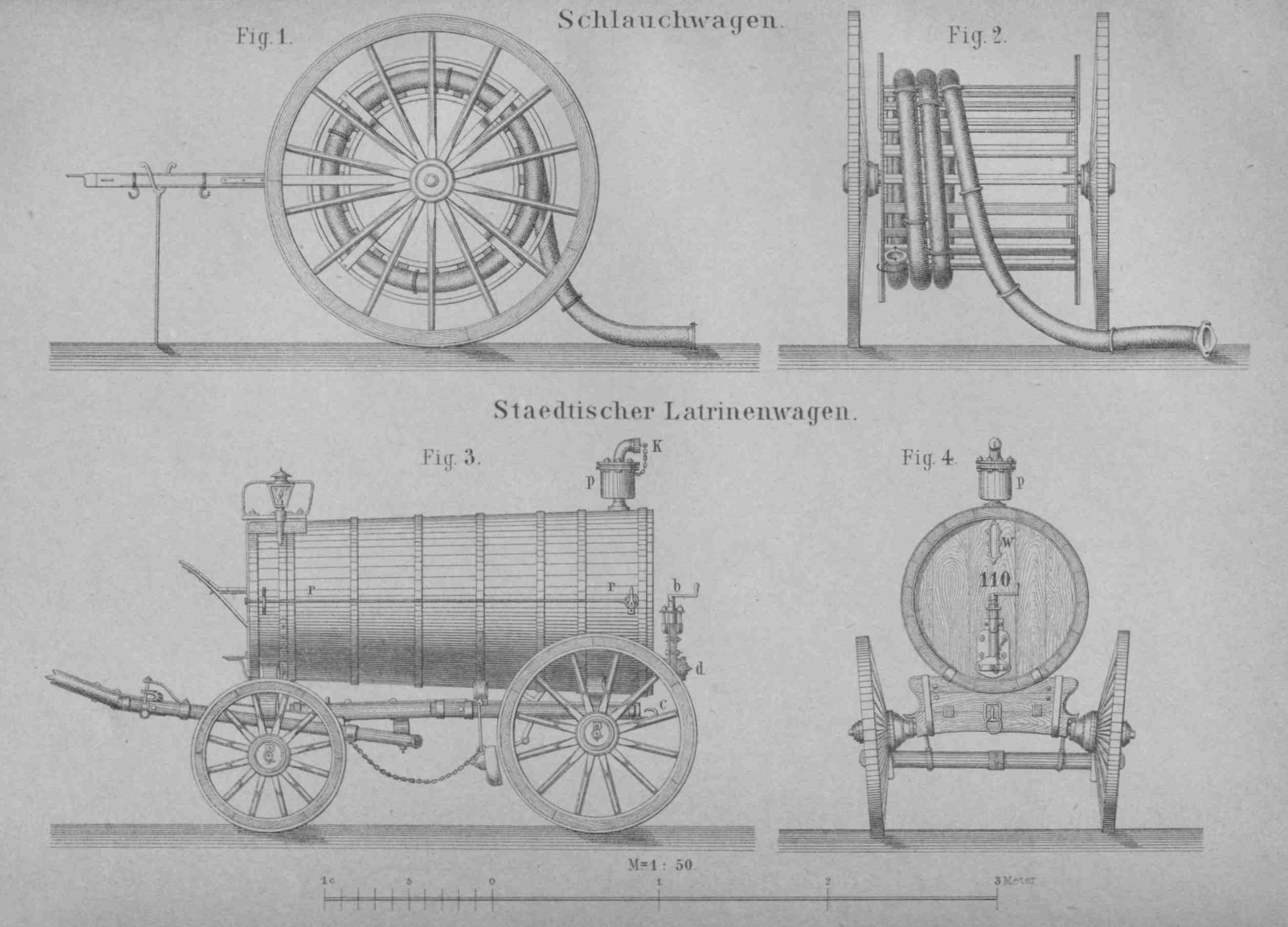
Schlauchwagen und Latrinenwagen der Latrinenanstalt Stuttgart, 1880

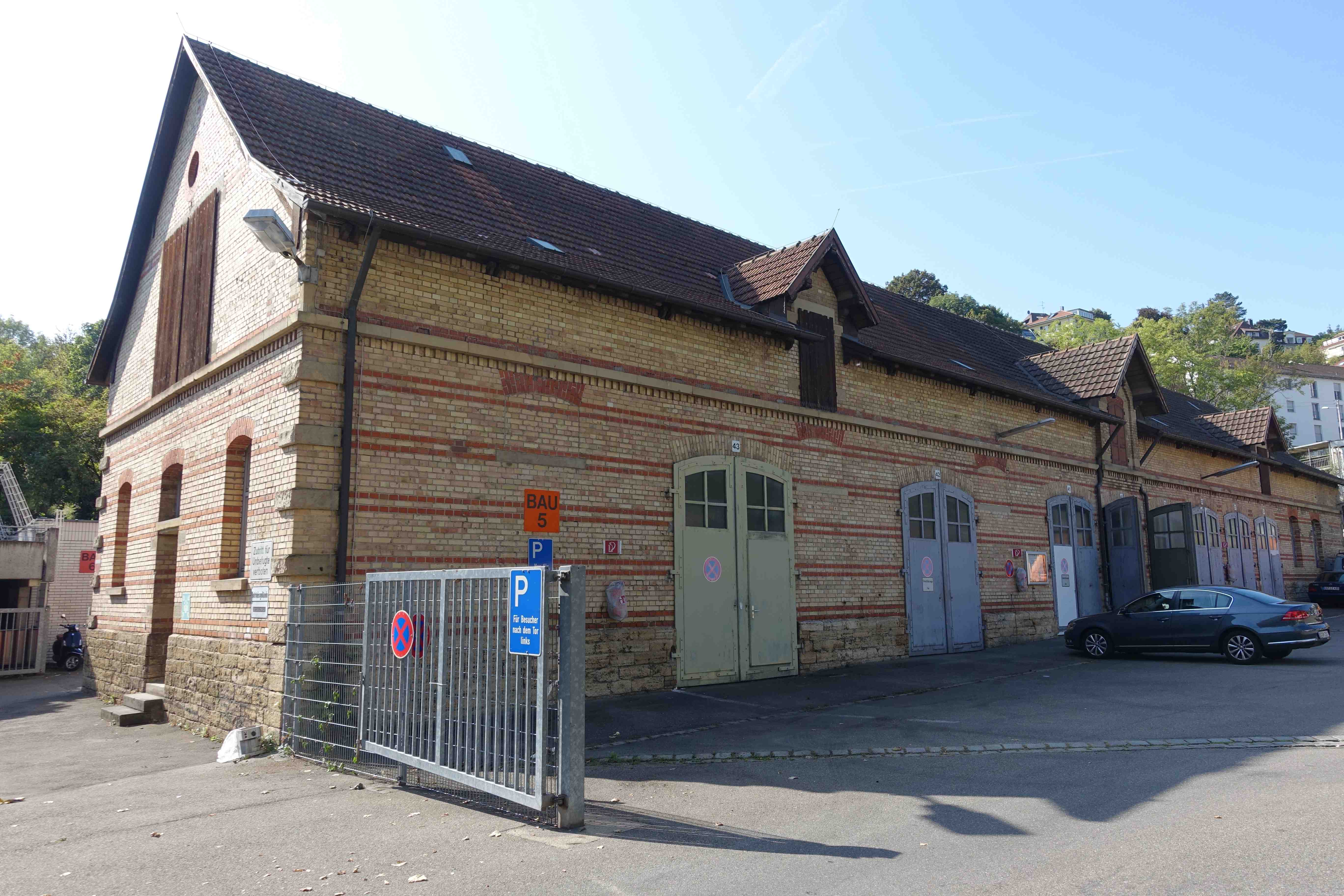
Ehemalige Pferdestallungen der Latrinenanstalt Stuttgart, 2013

Die Latrinenanstalt Stuttgart oder Latrinenentleerungsanstalt Stuttgart war ein Betrieb der Stadt Stuttgart zur Fäkalienentsorgung, dessen Betriebshof sich auf dem Gelände der Abfallwirtschaft Stuttgart (AWS) befand. Der Betrieb wurde 1872 gegründet und war bis zur allgemeinen Einführung der Spülklosetts gegen Ende der 1950er Jahre für die Abfuhr und Verwertung der Fäkalien zuständig.

## Geschichte
Vor der Einführung der Spülklosetts und der Schwemmkanalisation wurden die Fäkalien in Stuttgart in hauseigenen Gruben gesammelt. Die Fäkalien wurden von Privatunternehmern oder Bauern abgefahren, die sie als Dünger benutzten. Eine allgemeine Unzufriedenheit mit diesem System, das nur unregelmäßig und unzuverlässig funktionierte, führte am 1. Juli 1872 zur Gründung der städtischen Latrinenentleerungsanstalt (oder Latrinenanstalt). Im Juni 1873 verabschiedete der Gemeinderat ein „Statut betreffend die Entleerung der Abtritte in der Stadt Stuttgart“.
Die Fäkalienabfuhr wurde von städtischen Arbeitern durchgeführt. Sie benutzten zur Entleerung der Gruben manuell betriebene Luftpumpen, später Dampfpumpen. Die Einsatzzüge der Latrinenarbeiter bestanden aus Pferdefuhrwerken, die die Pumpen, Fasswagen und Schlauchwagen zogen. Die Arbeiter verbanden die Fäkaliengruben mit den Fasswagen durch einen langen Schlauch, den sie vom Schlauchwagen abwickelten. Nach dieser Tätigkeit wurden sie im Volksmund als „Schlauchartillerie“ bezeichnet. Die Hauptmenge der Fäkalien wurde mit der Bahn abtransportiert und in der Stuttgarter Umgebung als Dünger verwendet.
Ab 1888 stand am Tunzhofer Platz ein eigener Betriebshof zwischen Mönchhaldenstraße und Türlenstraße zur Verfügung. Er umfasste Verwaltungsgebäude, Pferdestallungen, Magazine und Werkstätten. 1902 wurden am Tunzhofer Platz in unmittelbarer Nähe zur Latrinenanstalt 13 Arbeiterwohnhäuser erbaut, die vorzugsweise an Latrinenarbeiter und Bedienstete des nahegelegenen Pragfriedhofs vermietet wurden.
Ab der Wende zum 20. Jahrhundert wurden in Stuttgart die Trockentoiletten nach und nach durch Spülklosetts ersetzt und an die Schwemmkanalisation angeschlossen. Aber noch in den 1950er Jahren mussten 8000 Abortgruben von dem städtischen Fuhramt entleert werden. Der Betriebshof der Latrinenanstalt wurde in einen Betriebshof der Abfallwirtschaft Stuttgart (AWS) umfunktioniert. Von den erhalten gebliebenen Gebäuden erinnern nur noch die ehemaligen Pferdestallungen von Bau 5 an das ursprüngliche Aussehen. Anfang 2018 beschloss der Stuttgarter Gemeinderat, den historisch und zentral gelegenen AWS-Betriebshof an der Türlenstraße aufzugeben und auf dem Areal 600 Wohnungen zu erbauen.

## Sonstiges
- Der Maler Reinhold Nägele dokumentierte 1911 mit seiner Radierung „Stuttgarter Abfuhrwesen (Schlauchartillerie)“ die Arbeit eines Einsatzzugs der Latrinenanstalt. Die Radierung zeigt Pferdefuhrwerke mit einem Dampfpumpenwagen und zwei Fasswagen sowie einen Schlauchwagen und die Schlauchträger, die die Schlauchschlange auf ihren Schultern schleppen.[6]
- Der Schriftsteller Paul Eipper gibt in seinen Jugenderinnerungen eine Anekdote über die Schlauchartillerie zum Besten:[7]

„Jene ‚Artilleristen‘ pumpten mal in der Katholischen Töchterschule die Gruben aus, just als Unterrichtsschluß war. Viele nette Schwabenmädle verließen das Schulgebäude, hüpften belustigt über die am Boden des Turnhofs liegenden Schlauchschlangen. Aber zwei von den jungen Damen holten ihre Taschentüchlein aus dem Pompadour-Beutel, drückten sie demonstrativ an die Nasenlöcher und schnaubten, so laut und empört sie konnten, ‚puuhh‘. Worauf der Oberartillerist mit einem durchaus respektvollen Lächeln den geruchsempfindlichen Töchterschülerinnen zurief: ‚Wisset ihr was, scheißet ihr Pfefferminzle, dann stinkt’s net so!‘“